# Saint-Bonnet-lès-Allier

Saint-Bonnet-lès-Allier este o comună în departamentul Puy-de-Dôme, Franța. În 1 ianuarie 2022 avea o populație de 426 de locuitori.